# Венцель Австрийский
Эрцгерцог Венцель Австрийский (9 марта 1561, Винер-Нойштадт — 22 сентября 1578, Мадрид) — член Габсбургского дома и великий приор Ордена Святого Иоанна в Кастилии.

## Биография
Венцель был одиннадцатым ребенком и восьмым сыном Максимилиана II, императора Священной римской империи и эрцгерцога Австрии, и его жены Марии Испанской, испанской инфанты, старшей дочери императора Карла V и Изабеллы Португальской.
Большую часть детства Венцель провел при дворе своего дяди Филиппа II в Испании. В 1577 году Венцель был назначен великим приором Ордена Святого Иоанна в Кастилии, через год после назначения Венцель внезапно умер в возрасте 17 лет. Он был похоронен в пантеоне принцев в монастыре Эскориал.